# Texel (comune)
Texel (pronunciato Tèsel) è una municipalità dei Paesi Bassi di 13 783 abitanti situata nella provincia dell'Olanda Settentrionale. 
Il territorio del comune, il cui capoluogo è Den Burg, comprende, oltre all'isola omonima, anche la piccola isola di Noorderhaaks.

## Storia
Da Texel partirono spedizioni marittime importanti: nel 1615 Willem Schouten e Jacob Le Maire vi intrapresero il viaggio che li portò a scoprire capo Horn mentre il 29 ottobre 1628 la nave Batavia partì per Giacarta.
Dal 4 aprile al 20 maggio 1945 ebbe luogo sul suo territorio la cosiddetta rivolta georgiana di Texel.

## Geografia fisica

### Villaggi
Texel è costituita da 7 villaggi:
- Den Burg (capoluogo)
- De Cocksdorp
- Den Hoorn
- De Koog
- Oosterend
- Oudeschild
- De Waal

## Monumenti e luoghi d'interesse
- Ecomare, a De Koog
- Faro di Eierland o Faro di Texel, a De Cocksdorp, nell'Eierland